# 仙範市
仙範市，也作圣胡安，乃菲律賓馬尼拉大都會內的城市；1975年以前屬黎剎省；劃入首都圈後，成為市轄境第二小的城市。前總統約瑟夫·埃斯特拉達曾任此城市長。

## 命名源由
仙範市以聖若翰洗者之名而命之；祂是仙範市的主保聖人。

## 圖片集

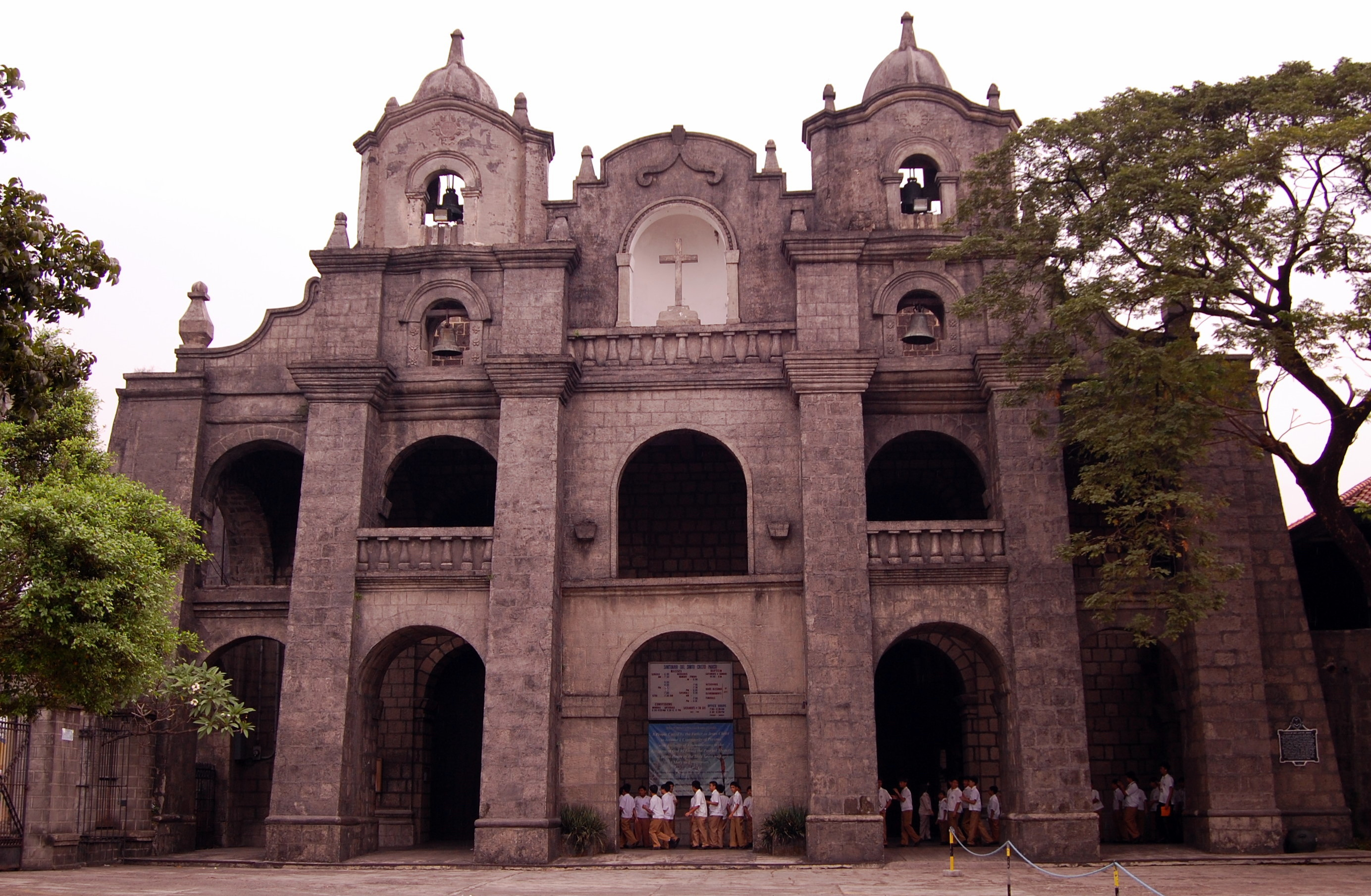
Santuario del Santo Cristo
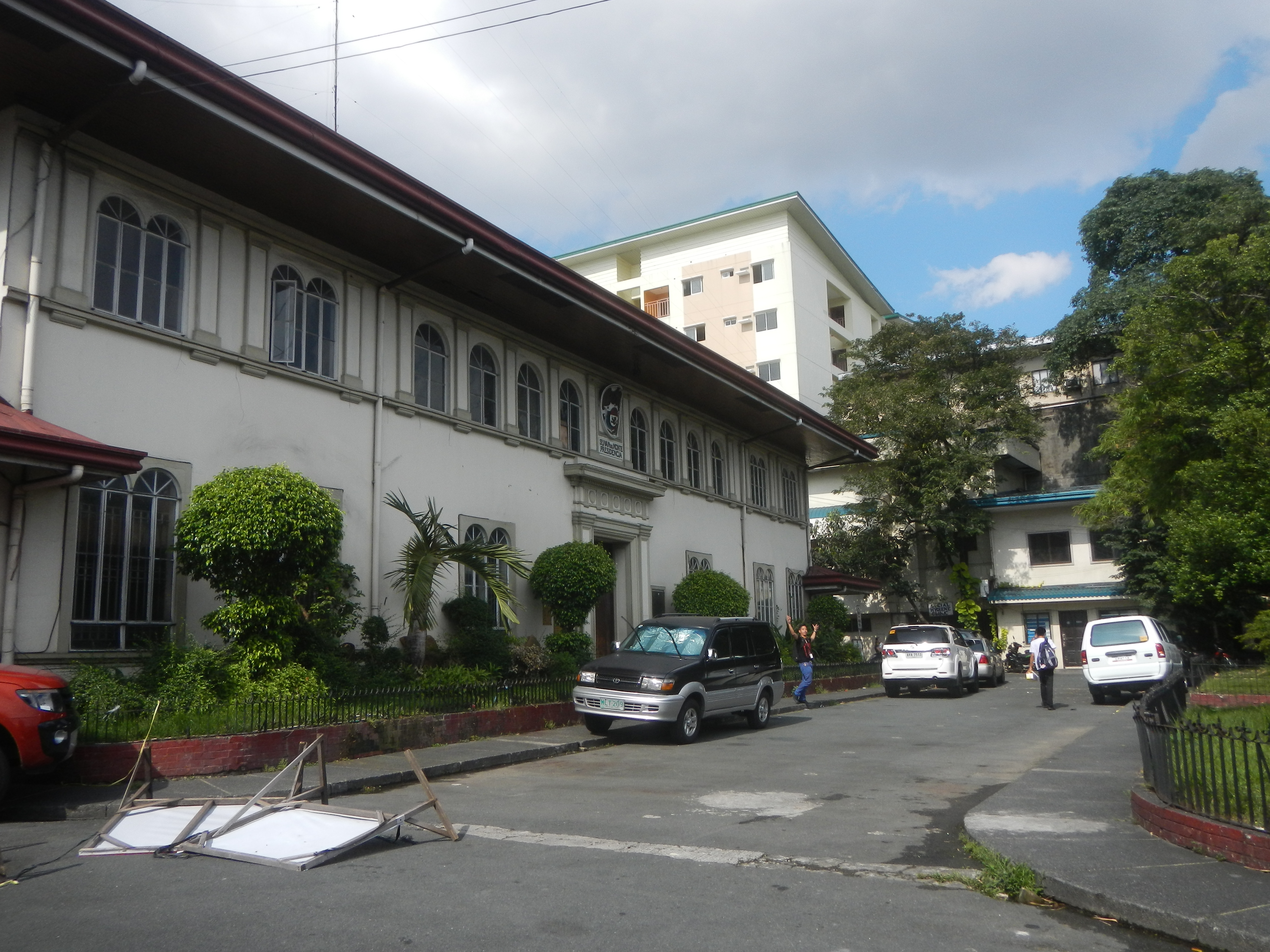
Sn. Juan Del Monte Presidencia, San Juan Medical Center
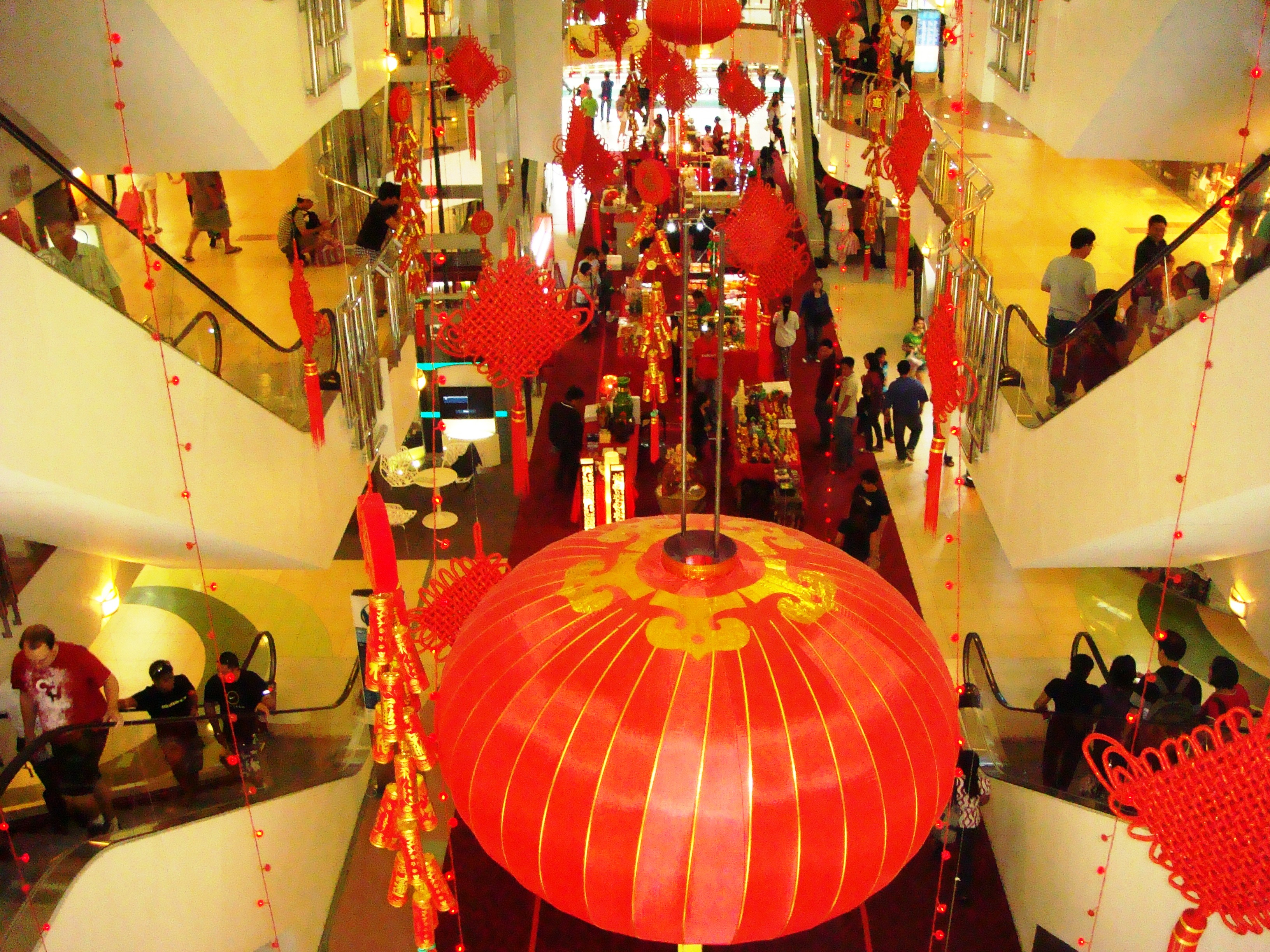
V-Mall
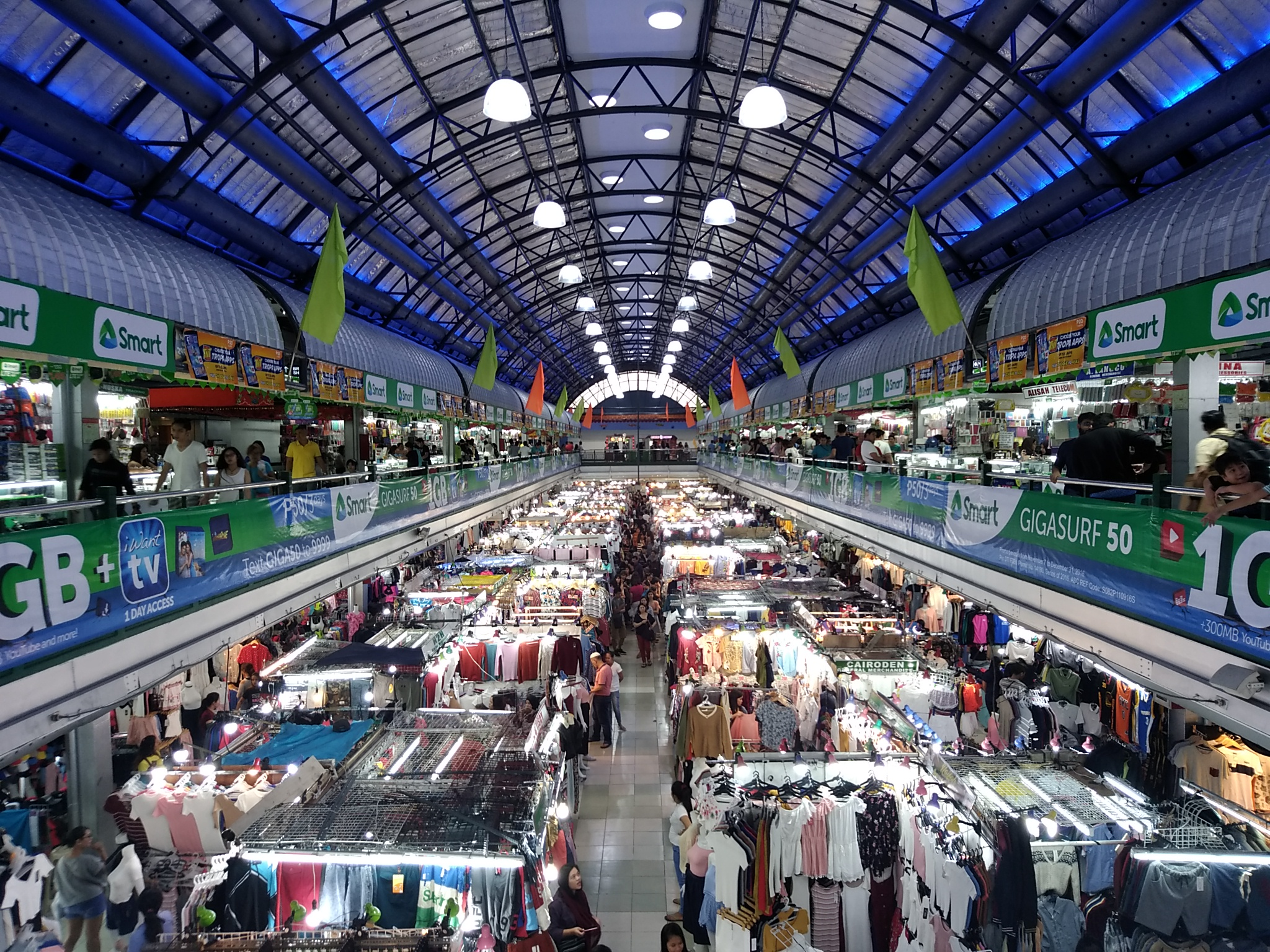
Inside of Greenhills Shopping Center
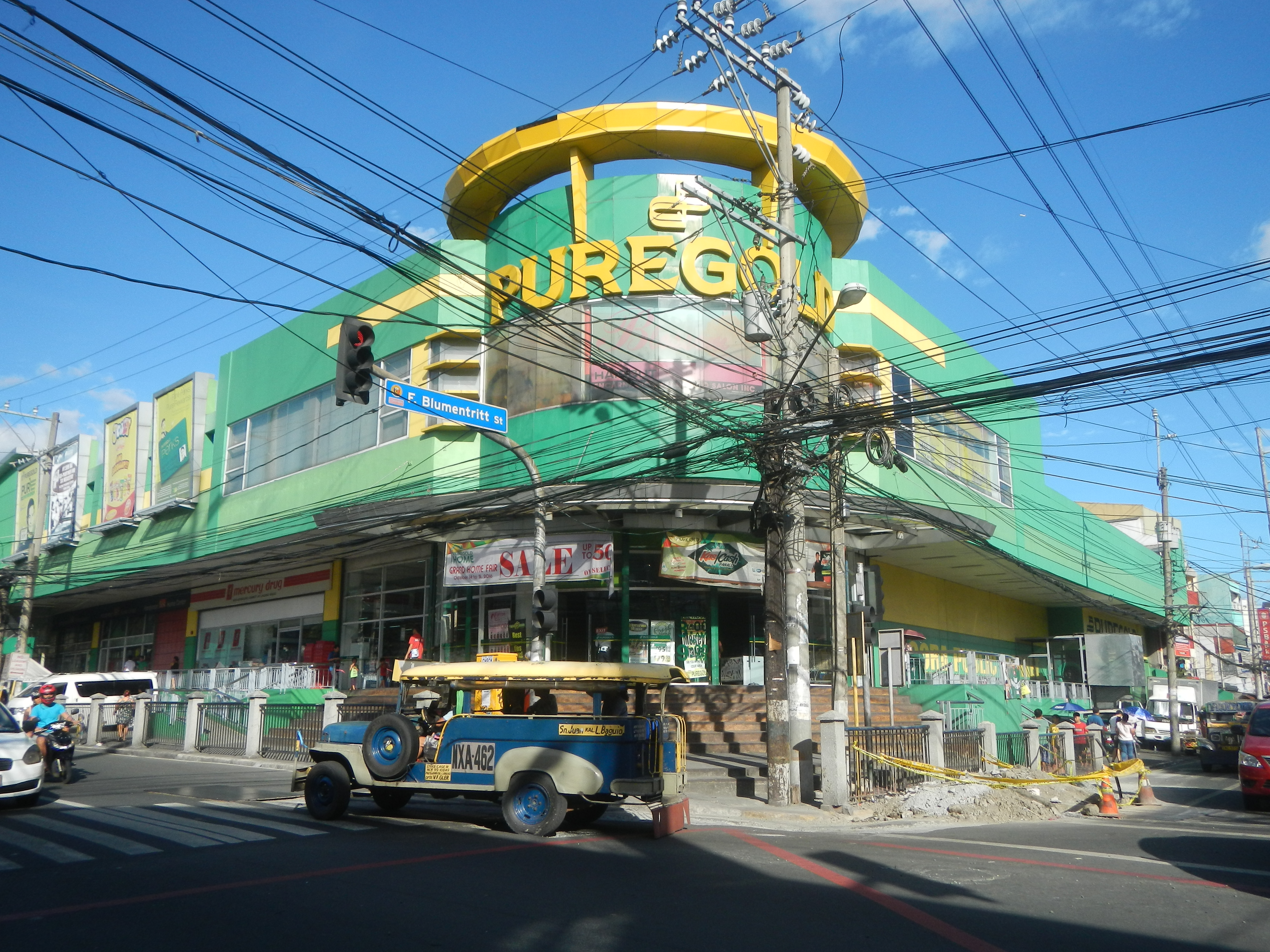
PureGold Agora Market
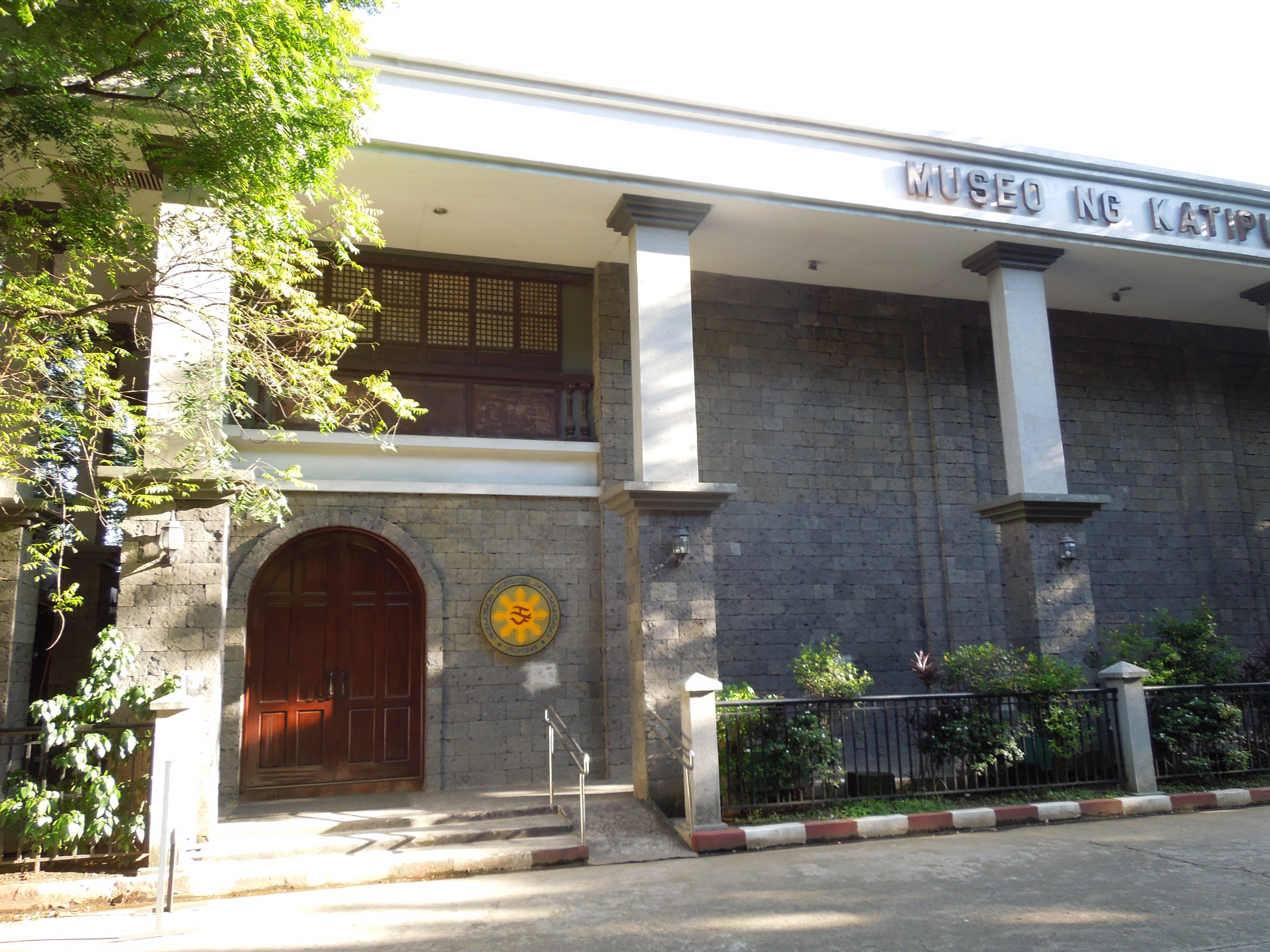
Museo ng Katipunan

## 外部連結
- 仙範市官方網站（页面存档备份，存于）